# Dorfkirche Kölzow

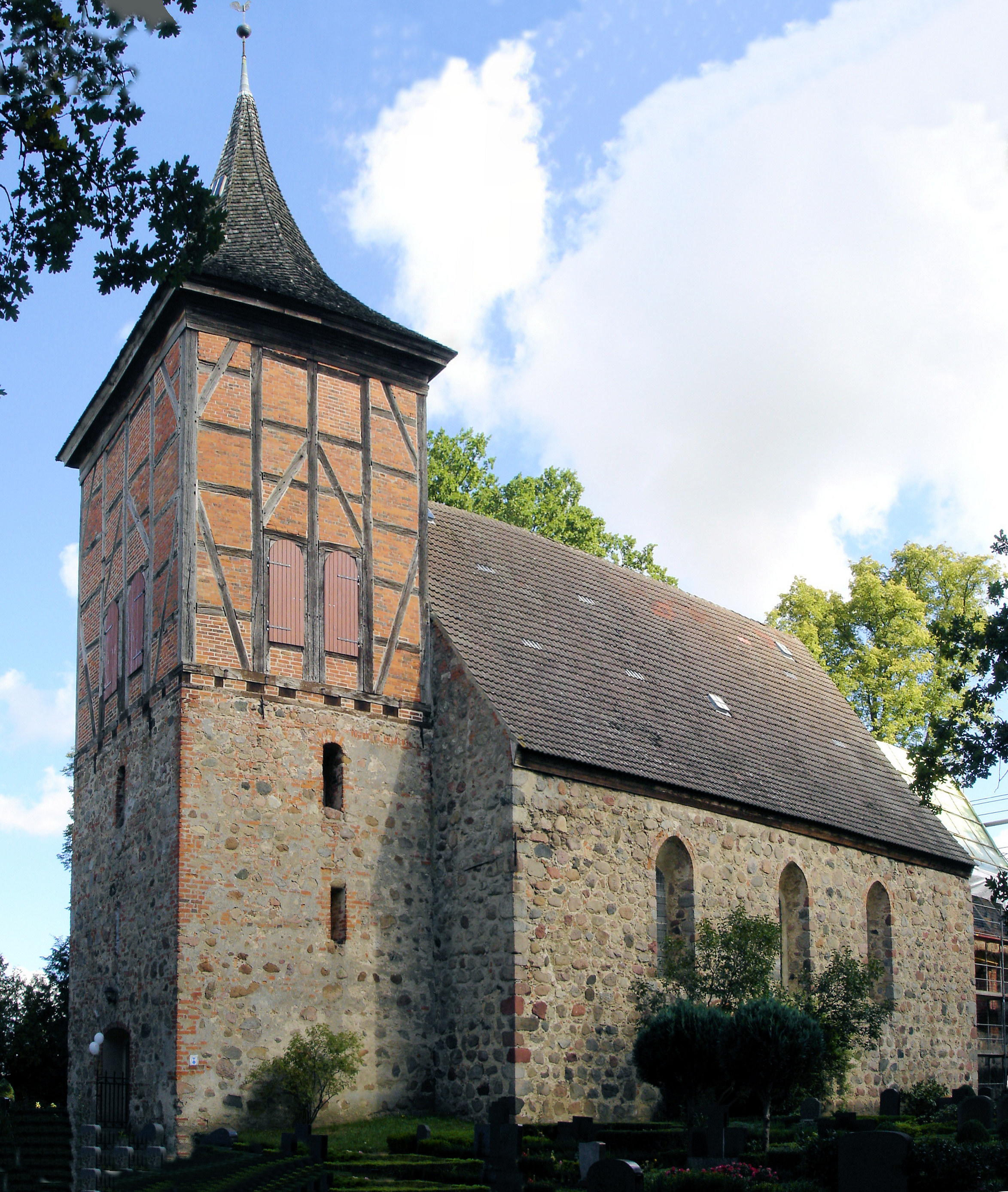
Dorfkirche Kölzow (2008)

Die Dorfkirche Kölzow im Ortsteil Kölzow der Gemeinde Dettmannsdorf im Landkreis Vorpommern-Rügen ist eine Feldsteinkirche der Übergangszeit von der Romanik zur Gotik. Die Kirchgemeinde gehört zur Propstei Rostock im Kirchenkreis Mecklenburg der Evangelisch-Lutherischen Kirche in Norddeutschland.

## Geschichte und Baubeschreibung
Anders als verbreitet dargestellt ist die Kirche keine Stiftung der später hier ansässigen Familie v. d. Lühe, sondern eine landesherrliche, wie auch die anderen Kirchen der ältesten Bauperiode in diesem Teil Mecklenburgs (u. a. Kessin, Ribnitz, Marlow), ersichtlich aus den Zehntregistern. Mindestens der Chor dürfte um 1250 erbaut worden sein. Der Bau einer steinernen Kirche erfolgte meist rund ein Vierteljahrhundert nach der Einrichtung der Gemeinde, so dass von einem hölzernen Vorgängerbau ausgegangen werden kann.
Die Dorfkirche ist ein gleichmäßig gemauerter rechteckiger Feldsteinbau. Auf beiden Seiten des Kirchenschiffs befinden sich drei schmale spitzbogige Fenster, an den Chorseiten zwei rundbogige Fenster und in der Ostwand eine Dreifenstergruppe. An der Südseite befindet sich die rundbogige Priesterpforte mit eingestellten Rundstäben und einer Rollschicht aus Backsteinen. Der eingezogene quadratische Chor, der mit dem Kirchenschiff auf gleichem Niveau liegt, hat ein Domikalgewölbe, ein geachteltes Helmgewölbe. Die Holzbalkendecke wurde 1736 durch ein Tonnengewölbe ersetzt. Der abgesetzte Chor und das Langhaus sind im Innern durch einen als Spitzbogen ausgeführten Triumphbogen voneinander getrennt. Der Chor, als ältester Bauteil der Kirche, ist gemauert. Die Außenkanten wurden akkurat mit Hausteinen aus Granit ausgeführt. Der quadratische Westturm mit einem Feldsteinuntergeschoss aus dem 15. Jahrhundert und einem Fachwerkaufsatz mit Ziegelmauerwerk besitzt einen mit Holzschindeln gedeckten vierseitigen Turmhelm.
Schon 1652 gab es Streit um die Größe und die Grenzziehung des Pfarrackers zwischen Major Bengson Rosenfeldt aus Kölzow, Andreas von der Lühe und dem Pastor Henricus Rodbertus. 1705 war es der dänische Etatsrat Johann Christian von Lützow als Pfandherr von Kölzow mit dem Pastor Daniel Nicolaus Rodbertus. 1722 gab es auch heftigen Streit zwischen Gutzmer von Gussmann und dem Pastor Rodbertus um ein Kirchengestühl.
In den 1970er Jahren wurden der Turm, der Dachstuhl und das Dach gründlich erneuert. Bei der ab 1983 durchgeführten Innenrestaurierung wurden 1988 Wandmalereien des 13. Jahrhunderts freigelegt. Nach der Wiedervereinigung wird die Kirche seit 2007 in mehreren Abschnitten grundsaniert.
Im Vormärz wirkte in Kölzow der Pastor Adolf Fuchs, der durch seine Resignation und Auswanderung nach Texas bekannt wurde.

## Ausstattung

### Altar

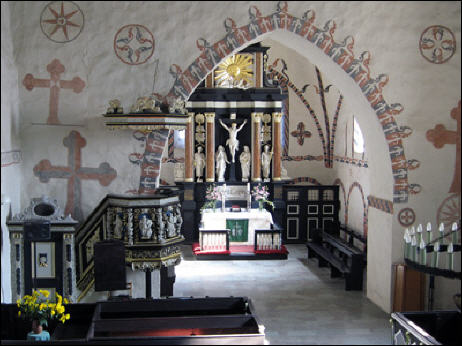
Blick auf Kanzel und Altar

In der Kirche steht ein barocker Altar aus dem Jahr 1736 mit einer geschnitzten Kreuzigungsgruppe und in der Sockelzone mit einem Abendmahlsrelief. Seitlich zwischen den Säulenpaaren stehen Figuren von Petrus und Paulus. Gekrönt wird der Altar durch eine Strahlensonne und eine Figur des auferstandenen Christus mit der Siegesfahne. Der Altar wurde vom Ernst Friedrich von Gussmann, dem damaligen Besitzer des Gutes Kölzow, gestiftet. Sein Wappen findet sich unten rechts außen am Altaraufsatz. Das Altargehege mit geschnitzten Balustraden wird seitlich von Verschlägen mit Gittern flankiert.
Gussmanns Vater, der mecklenburgische Rat und Lübecker Syndicus Johann Georg Gutzmer war 1709 durch Vertrag mit Friedrich von der Lühe auf Reddersdorf im Amt Ribnitz in den Pfandbesitz von Kölzow gelangt. Als Geheimer Rat des Herzogs zu Mecklenburg [-Strelitz] ist er 1712 als Gutzmer von Gussmann geadelt worden. Mit seinem Tod 1716 gingen die Rechte an Kölzow auf seinen Sohn über. Sie waren ab 1724 Gegenstand eines Rechtsstreit mit der Familie Ernst von der Lühe als Patronatsherr der Kirche und Pastor Jasmund Christian Schmidt, der erst ein Jahr nach dem Tod Ernst Friedrich Gussmanns († 1761) endete, da auch die Erben verstorben waren.

### Kanzel
Die reich verzierte barocke Kanzel mit den am Kanzelkorb geschnitzten Evangelistenfiguren und Akanthuslaub stammt von 1783.

### Taufbecken
Das eigenwillige Taufbecken gelangte 1934 als eine Stiftung in die Kirche. Der relativ kleine Kessel aus getriebenen Messingblech ruht auf den Schwanzflossen von drei Delphinen, die als Füße dienen. Am Kessel sind zwei in eine Landschaft eingebettete Dorfbilder zu erkennen, dazwischen vier als Löwenköpfe ausgebildete Henkel. Möglicherweise ist die Nutzung als Taufbecken eine Zweitverwendung oder der Stifter, der Diplomat und Kaiserliche Wirkliche Geheimrat Adolf von Prollius wollte dezidiert eine Taufe mit regionalem Bezug, worauf die Bildmotive aus der Mecklenburgischen Landschaft hindeuten.
Die Orgelempore aus Holz beschreibt Friedrich Schlie als ein Werk der Übergangszeit von der Gotik zur Renaissance. Sie steht auf acht Stützpfeilern. Der Unterbau ist wohl noch aus dem 15. Jahrhundert. Zwei Säulen sind mit schuppenartigen Schnitzereien aus spätgotischer Zeit versehen. An der Balustrade befinden sich Wappenmalereien 24 adliger Familien Mecklenburgs vom Anfang des 17. Jahrhunderts, unter anderem der Lühe, Oertzen, Hahn, Moltke und Zeppelin.

### Orgel
Die einmanualige Orgel mit angehängtem Pedal und sechs Registern wurde 1883 von Friedrich Friese III gebaut. Der dreiteilige neugotische Prospekt mit Fialengliederung ist mit Wimpergenbekrönung, Maßwerk, Krabben und Kreuzblumen versehen. 1936 fertigte Christian Böger aus Gehlsdorf den Prospektersatz und 1983 erhielt die Orgel bei der Instandsetzung durch Axel Stüber aus Berlin den ersten Windmotor.
An den Wänden und an den Gewölben sind Fresken mit immer wiederkehrenden Motiven zu sehen. Neben dem Kreuz, dem Sonnenrad, Palmetten, Lilien und Fabeltieren ist auch ein mit einer Keule bewaffneter Mönch erkennbar. Auf den Rippen der Gewölbe sind Rankenverzierungen zu sehen und die Fensterlaibungen haben farbige Einfassungen.
Die figürlichen und symbolischen Wandmalereien sind aus der zweiten Hälfte des 13. Jahrhunderts.

### Glocken
Die Kirche verfügte nach Schlie (1898) über zwei Bronzeglocken, von denen die größere aus 1786 stammende 1865 von Paul Martin Hausbrandt in Wismar umgegossen wurde. Diese Glocke musste im Ersten Weltkrieg abgeliefert werden. Nach dem Krieg wurde die verbliebene kleinere Bronzeglocke 1923 gegen drei neue Eisenhartgussglocken der Eisenglockengießerei Ulrich & Weule in Bockenem in Zahlung gegeben.

## Kirchhof
Das Mausoleum der Familie von Prollius auf Gut Stubbendorf wurde 1915 erbaut.